# Ernest Tonnelat
Ernest Tonnelat, né le 8 mai 1877 à Courcy-aux-Loges et mort le 16 juin 1948 à Paris est un germaniste français et un historien spécialisé en littérature.

## Biographie
Issu d'une famille d'instituteurs. Tonnelat entre à l'École normale supérieure en 1898. Professeur à Caen en 1905 puis au Lycée Charlemagne à Paris à partir de 1909, il se consacre à une thèse sur les frères Grimm à partir de 1912. Élève de Charles Andler, Tonnelat part pour Genève en 1913 où il est professeur de langue et littérature germanique. Lorsque la Première Guerre mondiale éclate, il est mobilisé mais rejoint vite à la suite d'une maladie le service de la propagande aérienne aux côtés du dessinateur Hansi. Il fabrique un faux numéro de la Frankfurter Zeitungi en 1917.
Après la guerre, Tonnelat succède à son maître Charles Andler au Collège de France en 1933.
Tonnelat étudie la religion des Germains et étudie également la Chanson des Nibelungen dont il fait une traduction tout comme l'œuvre des frères Grimm et leurs contes. Il part pour Lyon lorsque la Seconde Guerre mondiale éclate puis revient à Paris après 1945. Son collègue Edmond Vermeil dit de lui dans un hommage « Il a représenté en France, et de manière totale, cette tradition que nos maîtres avaient créée au tournant des XIXe et XXe siècles, faite de large compréhension parce qu'elle considérait, à juste titre, que tout ce qui est allemand ne devait pas nous rester étranger ».

## Publications
- Les frères Grimm : leur œuvre de jeunesse, Paris, Colin, 1912.
- Les contes des frères Grimm : étude sur la composition et le style du recueil des 'Kinder- und Hausmärchen', Paris, Colin, 1912.
- Histoire de la littérature allemande des origines au XVIIe Siècle, Paris, Payot 1923.
- Histoire de la langue allemande, Paris, Colin, 1927; Histoire de la langue allemande, Paris, Armand Colin, section de langues et littératures, n° 92, 1962 (6e éd.).
  - A history of German language, 1937. George G. Harrap. First. Translated from French by D. P. Inskip.
- La chanson des Nibelungen : étude sur la composition et la formation du poème épique, Paris, Éd. Les Belles Lettres, 1926.
- Parzival (Perceval le Gallois), Éditions Montaigne, Paris, 1934, 2 volumes, réédités par Aubier-Montaigne en 1977 (traduction, introduction et notes de Ernest Tonnelat).
- Charles Andler: sa vie et son œuvre, Paris, Les Belles Lettres, 1937.
- Albert Grenier, Joseph Vendryes, Ernest Tonnelat et B.-O. Unbegaun, Les Religions étrusque et romaine. Les Religions des Celtes, des Germains et des anciens Slaves, Paris, Presses Univ., 1948 (Mana. Introduction à l'histoire des religions: Les religions de l'Europe ancienne)
- La légende des Nibelungen en Allemagne au XIXe siècle, Paris, 1952.
- Jacques Droz, Les Révolutions allemandes de 1848 / D'après un ms. et des notes de E. Tonnelat, Paris, Pr. universit. de France, 1957 (Publications de la Fac. des lettres de l'Univ. de Clermont).